# Masamitsu Takizawa
Masamitsu Takizawa, (en japonès: 滝澤正光, Yachiyo, Prefectura de Chiba, 21 de març de 1960) va ser un ciclista japonès, que s'especialitzà amb la pista. Va guanyar una medalla de bronze al Campionat del món de keirin de 1985 per darrere del suís Urs Freuler i l'italià Ottavio Dazzan.